# Coppa CEV 2015-2016 (femminile)
La Coppa CEV 2015-2016 si è svolta dal 27 ottobre 2015 al 2 aprile 2016: al torneo hanno partecipato trentasei squadre di club europee e la vittoria finale è andata per la seconda volta consecutiva alla Dinamo Krasnodar.

## Regolamento
Le squadre hanno disputato sedicesimi di finale, ottavi di finale, quarti di finale, Challenge Round (a cui si sono aggiunte quattro squadre provenienti dalla Champions League 2015-16), semifinali e finale, tutte giocate con gare di andata e ritorno (nel caso in cui la partita di andata termini con il punteggio di 3-0 o 3-1 e quella di ritorno indifferentemente con il punteggio di 3-0 o 3-1 oppure entrambe le partite terminino con il punteggio di 3-2 viene disputato un golden set).

## Squadre partecipanti
| - Eurosped - Azəryol - Stella Rossa - Știința Bacău - Békéscsabai - Alba-Blaj - Impel - Královo Pole - Dauphines Charleroi | - VDK Gent - Maccabi Haifa - HPK Naiset - Galatasaray - Chimik - Kangasala - Kohila - Köniz - Dinamo Krasnodar | - Apollōn Limassol - Branik - Muszyna - Nantes - Neuchâtel - AGIL - Olomouc - Hermes Oostende - Olympiakos | - Saint-Cloud Paris SF - Marica - Viesti Salo - Schweriner - Sneek - MTV Stoccarda - Spartak Subotica - Târgoviște - Wiesbaden |

## Torneo

### Sedicesimi di finale

#### Andata
| 29 ottobre 2015 Halle de Sports de la Riveraine, Neuchâtel Durata: 2h:02 - Spettatori: 1 155 | Neuchâtel            | 2 - 3 | Galatasaray      | 26-24, 17-25, 19-25, 25-23, 10-25 |
| 28 ottobre 2015 Edugo Topsporthal, Gand Durata: 1h:36 - Spettatori: 200                      | VDK Gent             | 1 - 3 | Sneek            | 15-25, 15-25, 25-19, 23-25        |
| 27 ottobre 2015 Městská Hala Vodova, Brno Durata: 2h:15 - Spettatori: 450                    | Královo Pole         | 2 - 3 | Stella Rossa     | 26-24, 25-21, 21-25, 16-25, 8-15  |
| 28 ottobre 2015 Sporthalle Weissenstein, Berna Durata: 1h:52 - Spettatori: 510               | Köniz                | 3 - 1 | HPK Naiset       | 25-16, 20-25, 25-22, 25-23        |
| 28 ottobre 2015 Sporthalle Einheit, Wiesbaden Durata: 2h:05 - Spettatori: 1 500              | Wiesbaden            | 3 - 2 | Muszyna          | 25-12, 24-26, 22-25, 25-23, 15-10 |
| 28 ottobre 2015 Kohila Sports Centre, Kohila Durata: 1h:13 - Spettatori: 400                 | Kohila               | 0 - 3 | Branik           | 17-25, 16-25, 20-25               |
| 29 ottobre 2015 Salohalli, Salo Durata: 0h:56 - Spettatori: 820                              | Viesti Salo          | 3 - 0 | Maccabi Haifa    | 25-16, 25-13, 25-16               |
| 28 ottobre 2015 Sala Polivalentă, Târgoviște Durata: 1h:31 - Spettatori: 1 650               | Târgoviște           | 3 - 0 | Azəryol          | 25-19, 25-19, 30-28               |
| 27 ottobre 2015 Salle Marcadet, Parigi Durata: 2h:11 - Spettatori: 140                       | Saint-Cloud Paris SF | 2 - 3 | Kangasala        | 27-29, 25-21, 18-25, 25-15, 11-15 |
| 27 ottobre 2015 Palais des Sports de Beaulieu, Nantes Durata: 2h:12 - Spettatori: ?          | Nantes               | 3 - 2 | Chimik           | 19-25, 25-23, 25-22, 23-25, 15-8  |
| 28 ottobre 2015 Spiroudome, Charleroi Durata: 1h:21 - Spettatori: 400                        | Dauphines Charleroi  | 0 - 3 | Marica           | 23-25, 16-25, 22-25               |
| 28 ottobre 2015 ARENA Schwerin, Schwerin Durata: 0h:50 - Spettatori: 1 200                   | Schweriner           | 3 - 0 | Olomouc          | 25-17, 25-19, 25-22               |
| 28 ottobre 2015 Sala Sporturilor, Bacău Durata: 1h:20 - Spettatori: 350                      | Știința Bacău        | 3 - 0 | Apollōn Limassol | 25-22, 25-19, 25-13               |
| 28 ottobre 2015 Hala Sportova Dudova Suma, Subotica Durata: 1h:16 - Spettatori: 600          | Spartak Subotica     | 3 - 0 | Eurosped         | 25-21, 25-13, 25-18               |
| 29 ottobre 2015 Városi Sportcsarnok, Békéscsaba Durata: 1h:47 - Spettatori: 1 200            | Békéscsabai          | 3 - 1 | Olympiakos       | 25-16, 25-27, 25-23, 25-13        |
| 27 ottobre 2015 Mister V-Arena, Oostende Durata: 2h:33 - Spettatori: 503                     | Hermes Oostende      | 1 - 3 | Dinamo Krasnodar | 21-25, 25-21, 14-25, 18-25        |

#### Ritorno
| 12 novembre 2015 Burhan Felek Spor Salonu, Istanbul Durata: 1h:05 - Spettatori: 500       | Galatasaray      | 3 - 0 | Neuchâtel            | 25-20, 25-12, 25-13                                |
| 11 novembre 2015 Sneker Sporthal, Súdwest-Fryslân Durata: 1h:14 - Spettatori: 750         | Sneek            | 0 - 3 | VDK Gent             | 13-25, 14-25, 22-25 Golden set: 10-15              |
| 10 novembre 2015 Ustanova Sportski Voždovac, Belgrado Durata: 1h:16 - Spettatori: 400     | Stella Rossa     | 3 - 0 | Královo Pole         | 25-21, 25-18, 25-16                                |
| 11 novembre 2015 Elenia Areena, Hämeenlinna Durata: 1h:58 - Spettatori: 421               | HPK Naiset       | 3 - 2 | Köniz                | 19-25, 23-25, 25-20, 25-15, 15-13                  |
| 11 novembre 2015 Hala sportowa Muszyna, Muszyna Durata: 1h:21 - Spettatori: 500           | Muszyna          | 3 - 0 | Wiesbaden            | 28-26, 25-22, 25-17                                |
| 11 novembre 2015 Športna Dvorana Ljudski Vrt, Maribor Durata: 1h:18 - Spettatori: 420     | Branik           | 3 - 0 | Kohila               | 25-23, 25-20, 25-20                                |
| 11 novembre 2015 Romema Sports Arena, Haifa Durata: 1h:18 - Spettatori: 400               | Maccabi Haifa    | 0 - 3 | Viesti Salo          | 23-25, 19-25, 17-25                                |
| 10 novembre 2015 A.Y.S. Sport Hall, Baku Durata: 1h:43 - Spettatori: 800                  | Azəryol          | 3 - 0 | Târgoviște           | 25-23, 25-23, 25-17 Golden set: 15-13              |
| 11 novembre 2015 Pitkäjärven Koulu, Kangasala Durata: 2h:18 - Spettatori: 850             | Kangasala        | 2 - 3 | Saint-Cloud Paris SF | 25-22, 20-25, 20-25, 26-24, 13-15 Golden set: 15-9 |
| 10 novembre 2015 FSK Olymp, Južnyj Durata: 1h:31 - Spettatori: 1 800                      | Chimik           | 3 - 0 | Nantes               | 25-20, 25-22, 25-23                                |
| 11 novembre 2015 University Sport Hall, Plovdiv Durata: 1h:34 - Spettatori: 800           | Marica           | 3 - 1 | Dauphines Charleroi  | 25-21, 17-25, 25-15, 25-13                         |
| 12 novembre 2015 Univerzita Palackého, Olomouc Durata: 1h:56 - Spettatori: 500            | Olomouc          | 3 - 2 | Schweriner           | 25-20, 17-25, 18-25, 25-20, 15-9                   |
| 11 novembre 2015 Spyros Kyprianou Sports Centre, Limassol Durata: 1h:45 - Spettatori: 350 | Apollōn Limassol | 1 - 3 | Știința Bacău        | 20-25, 25-22, 13-25, 14-25                         |
| 11 novembre 2015 IISPA Almelo, Almelo Durata: 2h:03 - Spettatori: 328                     | Eurosped         | 2 - 3 | Spartak Subotica     | 26-24, 16-25, 25-23, 20-25, 13-15                  |
| 11 novembre 2015 Melina Merkourī Hall, Rentis Durata: 1h:36 - Spettatori: 270             | Olympiakos       | 1 - 3 | Békéscsabai          | 19-25, 20-25, 25-17, 18-25                         |
| 12 novembre 2015 Dvorec sporta Olimp, Krasnodar Durata: 1h:05 - Spettatori: 1 100         | Dinamo Krasnodar | 3 - 0 | Hermes Oostende      | 25-17, 25-11, 25-17                                |

#### Squadre qualificate
| - Știința Bacău - Azəryol - Békéscsabai - Stella Rossa - VDK Gent - Galatasaray - Chimik - Kangasala | - Köniz - Dinamo Krasnodar - Branik - Muszyna - Marica - Viesti Salo - Schweriner - Spartak Subotica |

### Ottavi di finale

#### Andata
| 10 dicembre 2015 Burhan Felek Spor Salonu, Istanbul Durata: 1h:09 - Spettatori: 300  | Galatasaray      | 3 - 0 | VDK Gent      | 25-16, 25-22, 25-16        |
| 9 dicembre 2015 Sporthalle Weissenstein, Berna Durata: 1h:42 - Spettatori: 540       | Köniz            | 3 - 1 | Stella Rossa  | 25-23, 25-15, 22-25, 25-22 |
| 8 dicembre 2015 Hala sportowa Muszyna, Muszyna Durata: 1h:41 - Spettatori: 700       | Muszyna          | 3 - 1 | Branik        | 25-16, 25-17, 19-25, 25-20 |
| 10 dicembre 2015 Salohalli, Salo Durata: 1h:19 - Spettatori: 890                     | Viesti Salo      | 0 - 3 | Azəryol       | 16-25, 19-25, 23-25        |
| 10 dicembre 2015 Pitkäjärven Koulu, Kangasala Durata: 1h:38 - Spettatori: 750        | Kangasala        | 1 - 3 | Chimik        | 15-25, 21-25, 25-17, 15-25 |
| 9 dicembre 2015 University Sport Hall, Plovdiv Durata: 1h:29 - Spettatori: 1 000     | Marica           | 1 - 3 | Schweriner    | 15-25, 25-16, 17-25, 16-25 |
| 10 dicembre 2015 Hala Sportova Dudova Suma, Subotica Durata: 1h:46 - Spettatori: 520 | Spartak Subotica | 1 - 3 | Știința Bacău | 17-25, 25-23, 21-25, 22-25 |
| 9 dicembre 2015 Dvorec sporta Olimp, Krasnodar Durata: 1h:15 - Spettatori: 1 500     | Dinamo Krasnodar | 3 - 0 | Békéscsabai   | 25-21, 28-26, 25-16        |

#### Ritorno
| 16 dicembre 2015 Edugo Topsporthal, Gand Durata: 1h:58 - Spettatori: 1 050            | VDK Gent      | 1 - 3 | Galatasaray      | 14-25, 20-25, 25-19, 21-25                   |
| 15 dicembre 2015 Ustanova Sportski Voždovac, Belgrado Durata: 1h:39 - Spettatori: 500 | Stella Rossa  | 0 - 3 | Köniz            | 17-25, 20-25, 18-25                          |
| 16 dicembre 2015 Športna Dvorana Ljudski Vrt, Maribor Durata: 2h:06 - Spettatori: 400 | Branik        | 2 - 3 | Muszyna          | 25-23, 20-25, 17-25, 25-23, 10-15            |
| 16 dicembre 2015 A.Y.S. Sport Hall, Baku Durata: 2h:06 - Spettatori: 800              | Azəryol       | 3 - 2 | Viesti Salo      | 21-25, 25-10, 23-25, 25-21, 15-11            |
| 16 dicembre 2015 FSK Olymp, Južnyj Durata: 2h:00 - Spettatori: 1 500                  | Chimik        | 1 - 3 | Kangasala        | 25-22, 20-25, 17-25, 16-25 Golden set: 15-12 |
| 15 dicembre 2015 ARENA Schwerin, Schwerin Durata: 1h:09 - Spettatori: 1 107           | Schweriner    | 3 - 0 | Marica           | 25-11, 25-20, 25-17                          |
| 17 dicembre 2015 Sala Sporturilor, Bacău Durata: 1h:06 - Spettatori: 450              | Știința Bacău | 3 - 0 | Spartak Subotica | 25-18, 25-18, 25-12                          |
| 17 dicembre 2015 Városi Sportcsarnok, Békéscsaba Durata: 1h:15 - Spettatori: 1 700    | Békéscsabai   | 0 - 3 | Dinamo Krasnodar | 19-25, 16-25, 14-25                          |

#### Squadre qualificate
- Știința Bacău
- Azəryol
- Galatasaray
- Chimik
- Köniz
- Dinamo Krasnodar
- Muszyna
- Schweriner

### Quarti di finale

#### Andata
| 19 gennaio 2016 Burhan Felek Spor Salonu, Istanbul Durata: 1h:06 - Spettatori: 250 | Galatasaray   | 3 - 0 | Köniz            | 25-16, 25-17, 25-16              |
| 19 gennaio 2016 Hala sportowa Muszyna, Muszyna Durata: 2h:03 - Spettatori: 750     | Muszyna       | 3 - 2 | Azəryol          | 27-25, 18-25, 23-25, 25-23, 15-5 |
| 21 gennaio 2016 FSK Olymp, Južnyj Durata: 1h:17 - Spettatori: 1 450                | Chimik        | 0 - 3 | Schweriner       | 16-25, 25-27, 20-25              |
| 20 gennaio 2016 Sala Sporturilor, Bacău Durata: 1h:14 - Spettatori: 550            | Știința Bacău | 0 - 3 | Dinamo Krasnodar | 19-25, 19-25, 18-25              |

#### Ritorno
| 27 gennaio 2016 Sporthalle Weissenstein, Berna Durata: 1h:41 - Spettatori: 630   | Köniz            | 1 - 3 | Galatasaray   | 21-25, 14-25, 26-24, 17-25 |
| 26 gennaio 2016 A.Y.S. Sport Hall, Baku Durata: 1h:16 - Spettatori: 300          | Azəryol          | 3 - 0 | Muszyna       | 25-16, 25-16, 25-20        |
| 28 gennaio 2016 ARENA Schwerin, Schwerin Durata: 1h:46 - Spettatori: 1 200       | Schweriner       | 3 - 1 | Chimik        | 25-23, 22-25, 25-19, 25-12 |
| 28 gennaio 2016 Dvorec sporta Olimp, Krasnodar Durata: 1h:28 - Spettatori: 1 000 | Dinamo Krasnodar | 3 - 1 | Știința Bacău | 25-17, 20-25, 25-16, 25-15 |

#### Squadre qualificate
- Azəryol
- Galatasaray
- Dinamo Krasnodar
- Schweriner

### Challenge Round

#### Andata
| 11 febbraio 2016 Burhan Felek Spor Salonu, Istanbul Durata: 1h:46 - Spettatori: 450 | Galatasaray      | 3 - 1 | Impel         | 22-25, 25-14, 25-14, 25-16 |
| 10 febbraio 2016 Sala Transilvania, Sibiu Durata: 1h:14 - Spettatori: 1 600         | Alba-Blaj        | 0 - 3 | Schweriner    | 22-25, 12-25, 23-25        |
| 10 febbraio 2016 Dvorec sporta Olimp, Krasnodar Durata: 1h:03 - Spettatori: 1 200   | Dinamo Krasnodar | 3 - 0 | MTV Stoccarda | 25-15, 25-13, 25-15        |
| 11 febbraio 2016 A.Y.S. Sport Hall, Baku Durata: 1h:36 - Spettatori: 600            | Azəryol          | 3 - 1 | AGIL          | 25-19, 25-17, 23-25, 25-17 |

#### Ritorno
| 24 febbraio 2016 Hala Orbita, Breslavia Durata: 1h:47 - Spettatori: 1 800   | Impel         | 1 - 3 | Galatasaray      | 25-15, 21-25, 22-25, 17-25                   |
| 25 febbraio 2016 ARENA Schwerin, Schwerin Durata: 1h:06 - Spettatori: 1 100 | Schweriner    | 3 - 0 | Alba-Blaj        | 25-17, 25-16, 25-13                          |
| 23 febbraio 2016 SCHARRena, Stoccarda Durata: 1h:11 - Spettatori: 1 230     | MTV Stoccarda | 0 - 3 | Dinamo Krasnodar | 16-25, 15-25, 21-25                          |
| 23 febbraio 2016 PalaTerdoppio, Novara Durata: 2h:08 - Spettatori: 1 110    | AGIL          | 3 - 1 | Azəryol          | 25-23, 26-28, 25-23, 25-18 Golden set: 13-15 |

#### Squadre qualificate
- Azəryol
- Galatasaray
- Dinamo Krasnodar
- Schweriner

### Semifinali

#### Andata
| 8 marzo 2016 ARENA Schwerin, Schwerin Durata: 1h:15 - Spettatori: 2 010       | Schweriner       | 0 - 3 | Galatasaray | 10-25, 23-25, 19-25 |
| 8 marzo 2016 Dvorec sporta Olimp, Krasnodar Durata: 1h:15 - Spettatori: 2 000 | Dinamo Krasnodar | 3 - 0 | Azəryol     | 25-22, 25-15, 25-23 |

#### Ritorno
| 12 marzo 2016 Burhan Felek Spor Salonu, Istanbul Durata: 1h:29 - Spettatori: 1 500 | Galatasaray | 3 - 0 | Schweriner       | 30-28, 25-20, 25-23 |
| 12 marzo 2016 A.Y.S. Sport Hall, Baku Durata: 1h:11 - Spettatori: 1 600            | Azəryol     | 0 - 3 | Dinamo Krasnodar | 17-25, 25-27, 17-25 |

#### Squadre qualificate
- Galatasaray
- Dinamo Krasnodar

### Finale

#### Andata
| 29 marzo 2016 Burhan Felek Spor Salonu, Istanbul Durata: 2h:01 - Spettatori: 3 180 | Galatasaray | 3 - 2 | Dinamo Krasnodar | 25-14, 22-25, 25-16, 21-25, 15-13 |

#### Ritorno
| 2 aprile 2016 Dvorec sporta Olimp, Krasnodar Durata: 1h:24 - Spettatori: 2 650 | Dinamo Krasnodar | 3 - 0 | Galatasaray | 25-23, 25-22, 29-27 |

#### Squadra campione
- Dinamo Krasnodar